# Комарники (Брестская область)
Кома́рники (бел. Камарнікі) — деревня в Столинском районе Брестской области Беларуси. Входит в состав Видиборского сельсовета. Расположена в 24 км от Столина, в 260 км от Бреста, в 6 км от железнодорожной станции Видибор. Население — 13 человек (2019).

## История
В 1879 году околица в Плотницкой волости Пинского повета Минской губернии. 
В начале XX века упоминается как хутор.
С 1921 по 1939 годы в составе Плотницкой гмины Лунинецкого повята Полесского воеводства Польши.
В 2002 году в составе колхоза «XIX партсъезд».

## Население
Население деревни на 2019 год составляло 13 человек.
| 1897 | 1921 | 1970  | 1980 | 2002 | 2005 | 2009 | 2019 |
| ---- | ---- | ----- | ---- | ---- | ---- | ---- | ---- |
| 38   | ▲ 60 | ▲ 107 | ▼ 59 | ▼ 46 | ▼ 35 | ▼ 16 | ▼ 13 |